# Kronika olsztyńska
Kronika olsztyńska — poemat autorstwa Konstantego Ildefonsa Gałczyńskiego napisany w 1950 roku; pierwodruk utworu ukazał się w 1952 roku w czasopiśmie Przekrój. 
Poemat powstał latem 1950 roku w Leśniczówce Pranie nad Jeziorem Nidzkim. Mottem poematu jest: „I wieczne lato świeci w moim państwie...” (zwrot ten pochodzi ze Snu nocy letniej, który w 1950 roku Gałczyński tłumaczył na zlecenie Juliana Tuwima). Kronika olsztyńska składa się 21 nierównomiernie zbudowanych części.   
Pierwodruk poematu ukazał się w 403 numerze czasopisma Przekrój.